# أرنولد بوتر
أرنولد بوتر (11 يناير 1804 - 2 أبريل 1872) مسيحًا معلنًا عن نفسه وزعيمًا لطائفة منشقة عن حركة قديسي الأيام الأخيرة. أطلق بوتر على نفسه اسم بوتر المسيح.

## سيرته
وُلِد بوتر في مقاطعة هيركايمر، نيويورك. وفي سن التاسعة عشر، تزوج ألميرا سميث. بحلول عام 1835، انتقل بوتر مع زوجته وأطفاله إلى مقاطعة سويسرا، إنديانا. في 10 نوفمبر 1839، قام المبشرين من كنيسة يسوع المسيح لقديسي الأيام الأخيرة بتعميده وعائلته.
في أبريل 1840، انتقل بوتر وعائلته إلى ناوفو، إلينوي، للانضمام إلى التجمع الرئيسي لقديسي الأيام الأخيرة. في 24 أبريل 1840، حصل بوتر على كهنوت ملكي صادق ورُسم لمنصب كهنوت الشيخ من قبل جوزيف سميث. في الأول من يونيو عام 1840، حصل بوتر على البركة البطريركية من بطريرك الكنيسة جوزيف سميث الأب. واستقر بوتر في ساند برايري، أيوا، حيث كان رئيسًا للكنيسة. في يناير 1845، أصبح بوتر الرجل السبعيني في الكنيسة.
في عام 1848، سافر بوتر إلى وادي سولت ليك باعتباره رائدًا مورمونيًا. وبحلول عام 1856، انتقل من إقليم يوتا إلى سان برناردينو، كاليفورنيا. في 16 مارس 1856، تلقى بوتر دعوة للخدمة كمبشر في أستراليا من رئيس كنيسة يسوع المسيح لقديسي الأيام الأخيرة بريغهام يونغ. ثم غادر بوتر كاليفورنيا إلى أستراليا.
وزعم بوتر لاحقًا أنه أثناء رحلته إلى أستراليا، خضع "لتغيير تطهيري وتسريعي" حيث دخل جسده الروحي، "المسيح"، إلى جسده وأصبح "المسيح، ابن الله الحي". خلال فترة وجوده في أستراليا، كتب بوتر كتابًا قال إنه أُملي عليه من قبل الملائكة؛ وقد وصفه بوتر بأنه الكتاب الذي سيتم من خلاله محاكمة جميع الناس في يوم الدينونة الأخير.
عاد بوتر إلى كاليفورنيا بحلول أكتوبر 1857.
بحلول عام 1861، غادر بوتر وبعض أتباعه كاليفورنيا بهدف الاستقرار بالقرب من إندبندنس، ميزوري، الموقع التقليدي لصهيون لقديسي الأيام الأخيرة. واستقروا في سانت ماريز في شمال غرب مقاطعة ميلز، أيوا . عندما دمرت الفيضانات كنيسة سانت ماري في عام 1865، انتقلوا إلى مجلس بلوفس، أيوا. أمضى بوتر أيامه يتجول في شوارع مجلس بلوفس مرتديًا ثوبًا أبيض طويلًا وأصبح غريبًا محليًا. وُصف أتباع بوتر في مجلس بلوفس بأنهم "قلة لكنهم متدينون". كان الرجال يرتدون أردية سوداء بينما كانت النساء تتجنبن ممارسات العناية الشخصية الطبيعية. كان بوتر وأتباعه يعقدون اجتماعات صلاة متحمسة والتي كانت تنتهي في كثير من الأحيان بإعلان بوتر وحيًا جديدًا من الله.
في عام 1872، أعلن بوتر في اجتماع كنيسته أن الوقت قد حان لصعوده إلى السماء. وبعد أن تبعه تلاميذه، ركب بوتر حمارًا إلى حافة المنحدرات، حيث قفز من الحافة قاصدًا "الصعود"، ولكنه بدلاً من ذلك سقط إلى حتفه. وجُمعت جثته ودفنت من قبل أتباعه.

## أعماله
- Potter، Arnold (1870). Revelations of Potter Christ, the messenger of the new covenant. Council Bluffs, Iowa Evening Bugle News.

## ملحوظات
1. ↑  www.josephsmithpapers.org http://web.archive.org/web/20241122004704/https://www.josephsmithpapers.org/paper-summary/license-for-arnold-potter-24-april-1840-extract/1?highlight=Arnold%20Potter. مؤرشف من الأصل في 2024-11-22. اطلع عليه بتاريخ 2018-02-04. {{استشهاد ويب}}: الوسيط |title= غير موجود أو فارغ (مساعدة)
2. ↑  Barnes، James (2011)، Unveiling of the Middleman: The Truth About Prophecy (self-published)، أوثر هاوس، ص. 63–64، ISBN:9781456723835، OCLC:705264070